# Aŋ (digramme)
Cette page contient des caractères spéciaux ou non latins. S’ils s’affichent mal (▯, ?, etc.), consultez la page d’aide Unicode.
Aŋ (minuscule aŋ) est un digramme de l'alphabet latin composé d'un A et d'un Eng (Ŋ).

## Linguistique
- En bassa, le digramme « aŋ » note la voyelle [a] nasalisée. La lettre A cédille (A̧) peut avoir la même fonction.

## Représentation informatique
Comme la majorité des digrammes, il n'existe aucun encodage de Aŋ sous un seul signe, il est toujours réalisé en accolant un A et un Ŋ,.